# Christian Dablanc
Christian Paul Louis Dablanc (* 13. Januar 1931 in Saumur, Département Maine-et-Loire; † 19. Juni 1989 in Toulouse, Département Haute-Garonne) war ein französischer Verwaltungsbeamter, der unter anderem Präfekt verschiedener Départements sowie zwischen 1974 und 1976 Hochkommissar (Haut-commissaire de la République) im Französischen Afar- und Issa-Territorium war, aus dem 1977 der unabhängige Staat Dschibuti entstand.

## Leben

### Studium, Eintritt in den Verwaltungsdienst und Kabinettschef
Christian Paul Louis Dablanc begann nach dem Besuch des Lycée in Le Mans ein Studium der Rechtswissenschaften der Universität Caen sowie an der Universität von Paris, das er mit einem Lizenziat (Licence en droit) beendete. Er absolvierte ferner ein postgraduales Studium am Institut d’études politiques de Paris (IEP de Paris) und erwarb ein Hochschuldiplom DES (Diplôme d’études supérieures) der Fächer Öffentliches Recht, Politische Ökonomie und Wirtschaftswissenschaften. Am 16. Februar 1957 trat er in den staatlichen Verwaltungsdienst und wurde am 27. April 1957 zunächst Kabinettschef (Chef de cabinet) zur besonderen Verfügung des Ministerresidenten in Algerien. Im Anschluss wurde er am 27. Oktober 1959 Kabinettschef von Jean Taulelle, der in Französisch-Algerien Präfekt der Provinz Sétif (1960–61) sowie der Provinz Bône (1961–62) sowie Präfekt des Départements Dordogne (1962–67) war. Nachdem er vom 1. Mai 1964 bis zum 16. April 1965 Privatsekretär und zweiter Kabinettschef des Präfekten des Départements Charente-Maritime war, fungierte er zwischen dem 16. April 1965 und dem 10. April 1967 als Generalsekretär des Départements Gers.
Am 10. April 1967 übernahm er den Posten als Kabinettschef von Yves Guéna, der zwischen 1967 und 1968 sowie erneut von 1968 bis 1969 Minister für Post und Telekommunikation sowie zwischenzeitlich 1968 Informationsminister war. Im Anschluss fungierte er vom 20. Juni 1969 bis zum 25. Juli 1972 als Kabinettsdirektor von Bernard Pons, der zwischen 1969 und 1972 als Staatssekretär im Landwirtschaftsministerium fungierte. Während dieser Zeit war er 1970 auch Kommissar für die Entwicklung von Schloss Chambord, das als Domaine national dem Staat gehört, ehe er am 25. Juli 1972 Generalsekretär des Interministeriellen Ausschusses für Information wurde.

### Präfekt und Hochkommissar
Daraufhin wurde Dablanc als Nachfolger von Jean Francis Philippe am 14. Juni 1973 zunächst Präfekt des Départements Indre und hatte diese Funktion bis zu seiner Ablösung durch René Heckenroth am 22. Juli 1974 inne. Danach stand er dem Staatssekretär für die Französische Überseegebiete zur Verfügung und löste am 1. August 1974 Georges Thiercy als Hochkommissar (Haut-commissaire de la République) im Französischen Afar- und Issa-Territorium ab, aus dem 1977 der unabhängige Staat Dschibuti entstand. Auf diesem Posten verblieb er bis zum 9. Februar 1976, woraufhin Camille d’Ornano seine dortige Nachfolge antrat. Am 15. April 1975 wurde ihm das Ritterkreuz der Ehrenlegion verliehen. Im Anschluss übernahm er am 10. September 1976 von Jean Hely den Posten als Präfekt des Départements Allier und verblieb dort bis zu seiner Ablösung durch Jean Busnel am 22. Mai 1978.
Am 22. Mai 1978 wurde Christian Dablanc zum Justizministerium abgeordnet und fungierte zwischen dem 30. Mai 1978 und dem 16. Juli 1981 als Direktor der Strafvollzugsverwaltung (Directeur de l’administration pénitentiaire). Für seine Verdienste wurde ihm am 12. April 1979 das Offizierskreuz der Ehrenlegion verliehen. Am 16. Juli 1981 löste er wiederum Paul Noirot-Cosson als Präfekt des Départements Pyrénées-Atlantiques und verblieb in dieser Funktion bis zum 22. Juni 1983, woraufhin Bernard Landouzy seine Nachfolge antrat. Daraufhin übernahm er am 22. Juni 1983 von Guy Fougier das Amt als Präfekt des Départements Viennes und bekleidete diesen bis zu seiner Ablösung durch Jacques Monestier am 3. Juli 1984. Zugleich war er zwischen dem 22. Juni 1983 und dem 3. Juli 1984 als Hochkommissar der Region Poitou-Charentes. Daraufhin löste er am 3. Juli 1984 Pierre Rouvière als Präfekt des Départements Bas-Rhin ab und hatte dieses Amt bis zum 25. Juli 1986 inne, woraufhin Mahdi Hacène seine Nachfolge antrat. Zugleich fungierte er vom 3. Juli 1984 bis zum 25. Juli 1986 als Hochkommissar der ehemaligen Region Elsass. Zuletzt wurde er am 25. Juli 1986 Nachfolger von Claude Bussière als Präfekt des Départements Haute-Garonne und hatte dieses Amt bis zu seinem Eintritt in den Ruhestand am 17. April 1989 inne, woraufhin Jean Coussirou ihm nachfolgte. Er wurde des Weiteren am 7. Oktober 1986 zum Kommandeur der Ehrenlegion ernannt.